# Louis J. Camuti
Louis Joseph Camuti (* 1893 in Parma; † 24. Februar 1981 in der Nähe von Mount Vernon, New York) war ein US-amerikanischer Tierarzt und Autor italienischer Abstammung.

## Leben
Camuti stammte aus einer traditionsreichen, in Parma beheimateten oberitalienischen Familie, die über Generationen hinweg viele Human- und Veterinärmediziner hervorgebracht hatte. Seine Eltern wanderten mit dem damals neunjährigen Louis und seinem jüngeren Bruder in die USA aus, sie kamen am 17. März 1902 in New York an. Camutis Vater importierte italienische Erzeugnisse und konnte seinem Sohn ein Studium finanzieren, so dass Camuti zunächst Agronomie studierte, bevor er nach eigener Aussage eine Münze warf und sich so gegen die Human- und für die Tiermedizin entschied. Sein Studium wurde vom Wehrdienst während des Ersten Weltkriegs unterbrochen, den er in den USA ableistete, er schloss sein Studium 1920 an der New York University ab.
Gleich zu Beginn seiner Laufbahn musste er seine Praxis von Pferden, die als Arbeitstiere immer mehr von Autos ersetzt wurden, auf Haustiere wie Hunde und Katzen umstellen. Nach mehreren Fehlversuchen gelang es ihm, eine funktionierende Praxis in Mount Vernon aufzubauen, später zog er in die Park Avenue um. Er spezialisierte sich mit der Zeit auf Katzen, die er später vor allem durch Hausbesuche behandelte, die er vom späten Nachmittag bis zum Abend durchführte. 1960 erkrankte er an einer Hunde- und Katzenhaarallergie und konnte nur noch mit Hilfe von Medikamenten weiter praktizieren. Er wurde in New York als der „Katzendoktor“ bekannt und praktizierte über 60 Jahre lang. Über seine Arbeit verfasste er zwei Bücher, von denen vor allem das zweite mit dem Titel Alle meine Patienten sind unterm Bett ein internationaler Erfolg wurde und bis heute allein in Deutschland 11 Auflagen erreichte.
Camuti starb als immer noch praktizierender Tierarzt an einem Herzinfarkt am Steuer seines Autos auf der Rückfahrt zu seinem Haus in Mount Vernon. Er war seit 1920 bis zu seinem Tod mit der ebenfalls italienischstämmigen Alexandra Landi verheiratet, sie hatten eine Tochter und einen Sohn. Die Stiftung Dr. Louis J. Camuti Memorial Endowment Fund setzt sein Lebenswerk fort und unterhält den Dr. Louis J. Camuti Memorial Feline Consultation Service an der Cornell University.

## Werke
- Park Avenue Vet, 1964 (Die nächste Katze, bitte, Wunderlich 1965)
- All My Patients Are Under the Bed: Memoirs of a Cat Doctor, Simon & Schuster 1980 (Alle meine Patienten sind unterm Bett, Blanvalet 1981)